# أوسكار هانس
أوسكار هانس (بالألمانية: Oscar Hans)‏ هو محامي ألماني، (ولد في Volmerange-lès-Boulay ‏ في فرنسا 1910  م).